# 佩德羅一世 (葡萄牙)
佩德羅一世（1320年4月19日—1367年1月18日），第八位葡萄牙和阿爾加維國王（1357年－1367年）。他是葡萄牙國王阿方索四世的第三子，母親是卡斯提爾的比阿特麗絲。
阿方索四世將女兒瑪麗亞嫁給卡斯提爾國王阿方索十一世，但很快就發現她被丈夫虐待。另一方面，阿方索十一世的表弟，曼紐爾公爵胡安，也因他的女兒康斯坦絲被阿方索十一世否決、改娶了瑪麗亞而不能成為王后，他因自己女兒被拒絕轉而與阿方索四世結成聯盟。阿方索四世讓他的兒子暨繼承人佩德羅一世娶了康斯坦絲。
但是當康斯坦絲抵達葡萄牙時，卡斯提爾領主的女兒伊内斯·德·卡斯特羅陪著康斯坦絲為侍女。佩德羅一見伊內斯便狂熱地愛上她，並與她生下了幾個兒子。兩人的戀情一直持續到1345年康斯坦絲死亡時。儘管伊内斯沒有表現出任何政治野心，但是她的卡斯提爾貴族身份仍使阿方索四世耿耿於懷。當康斯坦絲去世後，佩德羅決心與伊内斯結婚。為使葡萄牙免於被卡斯提爾政治所牽連，阿方索四世終於在1355年命令逮捕伊内斯並將之處決，他派出三名男子找到伊內斯并杀死她。結果引發了一場真正的內戰。這次內戰一直持續到1356年，阿方索四世最後打敗佩德羅一世，其後二人和解，在1357年阿方索四世去世後，由佩德羅繼承了王位。
佩德羅一世即位後，立即要求卡斯提爾將躲藏那裏參與殺死伊内斯·德·卡斯特羅的三名兇手遣返原籍。一名兇手逃走至法國。兩名兇手被抓回葡萄牙，佩德羅一世親手活活地剜了他們的心臟。1360年佩德羅一世又宣佈他其實已經和伊内斯結婚，因此她應該按照王后的禮儀重新下葬。於是在阿爾科巴薩修道院內修建了兩座陵墓。陵墓建成後，立即將這位名義上的王后的遺體由科英布拉遷葬到了基中一座陵墓。另一座陵墓自然是留給佩德羅自己的，這兩座陵墓是相向放置。這樣當末日審判來臨時，死人復生的時候，佩德羅一世及伊内斯可以即時見到對方。佩德羅一世至死時也沒有再結婚。
佩德羅一世雖然僅僅統治了十年時間，但是在任內改善了葡萄牙的法律體系，最大限度的保障了民眾的利益，而且秉公斷事，不偏不倚，因此獲得了“公正者”（ o Justiceiro）的稱號。
他的兩個兒子費南度一世及若昂一世先後登上王位。若昂一世更結束空位時期，開創了阿維斯王朝。

## 家庭
1340年，佩德羅與康斯坦莎·曼紐結婚。康斯坦莎·曼紐的父親是卡斯提爾國王費爾南多三世的孫子，母親是亞拉岡國王海梅二世的女兒。佩德羅與康斯坦莎·曼紐共有1子1女：
1. 瑪麗亞（英语：Maria of Portugal, Marchioness of Tortosa）（1342年—1367年）
2. 費南度（1345年—1383年）

康斯坦莎·曼紐於1345年去世。1354年，佩德羅與伊内斯·德·卡斯特羅結婚，兩人共有2子1女：
1. 貝亞特麗絲（英语：Beatrice of Portugal (died 1381)）（1347年—1381年）
2. 約翰（英语：John, Duke of Valencia de Campos）（1349年—1396年）
3. 迪尼什（英语：Denis, Lord of Cifuentes）（1354年—1403年）

此外，佩德羅與情婦特蕾莎·盧倫索有一名兒子：若昂，即日後阿維斯王朝的建立者若昂一世。
| 佩德羅一世 (葡萄牙) 勃艮第王朝卡佩王朝的分支出生于：1320年4月19日逝世於：1367年1月18日 | 佩德羅一世 (葡萄牙) 勃艮第王朝卡佩王朝的分支出生于：1320年4月19日逝世於：1367年1月18日 | 佩德羅一世 (葡萄牙) 勃艮第王朝卡佩王朝的分支出生于：1320年4月19日逝世於：1367年1月18日 |
| 統治者頭銜                                                                             | 統治者頭銜                                                                             | 統治者頭銜                                                                             |
| -------------------------------------------------------------------------------------- | -------------------------------------------------------------------------------------- | -------------------------------------------------------------------------------------- |
| 前任者： 阿方索四世                                                                    | 葡萄牙國王 1357年–1367年                                                               | 繼任者： 費南度一世                                                                    |